# Fanny Durack
Fanny Durack (n. 27 octombrie 1889, Sydney, Noul Wales de Sud, Australia – d. 20 martie 1956, Sydney, Noul Wales de Sud, Australia) a fost o înotătoare ce a reprezentat Australia, medaliată olimpică. A participat la o ediție a Jocurilor Olimpice (1912) în care a câștigat două medalii de aur.